# Rokeri s Moravu
Rokeri s Moravu (in Serbo Cirillico: Рокери с Мораву, che significa Rockettari dalla Morava) era un quartetto musicale serbo, attivo dal 1977 al 1991, periodo durante il quale ha pubblicato ben 17 album, ritornando nel 2007, mentre si è sciolta definitivamente nel settembre del 2008, dopo la morte di Zvonko Milenković.
Con l'album Krkenzi kikiriki everi dej del 1980 hanno venduto circa un milione e mezzo di dischi, che tenuto conto del numero potenziale del pubblico è un grande successo.

## Caratteristiche
La loro musica era un eclettico mix di folk serbo, con elementi rock e i testi in dialetto folsky della Šumadija unito con numerosi riferimenti alla cultura popolare. In effetti, si trattava di una benevola parodia su stereotipi di abitanti di un villaggio serbo e musica folk.

Il loro marchio di fabbrica erano i berretti serbi šajkača, indossati sia con costumi tradizionali e/o in folli combinazioni con smoking, cappotti di pelliccia o camicie senza maniche.

La musica che proponevano ed il loro aspetto in generale si traducevano in un consapevole kitsch.

## Componenti iniziali
- Boris Bizetić (leader e compositore, 1977-1991)
- Zvonko Milenković (1977-1991, morto nel 2008)
- Bane Anđelović (1977-1988)
- Branko Janković (1977-morto nel 1982)

## Discografia

### Album
| N.  | Album                              | Anno  |
| --- | ---------------------------------- | ----- |
| 1.  | Stojadinka ovce šiša               | 1978. |
| 2.  | Drma, drma plova                   | 1979. |
| 3.  | Krkenzi kikiriki everi dej         | 1980. |
| 4.  | Kes, kese                          | 1981. |
| 5.  | Ja Tarzan, a ti Džejn              | 1982. |
| 6.  | Kobac juri male 'tice              | 1983. |
| 7.  | Pomoravac                          | 1984. |
| 8.  | Dinastija                          | 1984. |
| 9.  | Cico, veštico                      | 1985. |
| 10. | Međunarodni poljoprivredni ansambl | 1986. |
| 11. | Rokeri s Moravu pevu u glas        | 1987. |
| 12. | Rokeri s Moravu pevu po kućama     | 1987. |
| 13. | Jugoslavenska ploča                | 1988. |
| 14. | Tajna večera                       | 1989. |
| 15. | Pomozi bože                        | 1990. |
| 16. | Srbija se umirit ne može           | 1990. |
| 17  | Nindža kornjače                    | 1991. |
| 18  | Projekat                           | 2007. |

### Singoli
Nel periodo tra il 1977 e il 1979 sono stati pubblicati 7 dischi singolo.

### Compilation
| N. | Album          | Anno |
| -- | -------------- | ---- |
| 1. | Hitovi         | 1979 |
| 2. | Najveri best   | 1982 |
| 3. | Sabrana nedela | 2005 |